# Ґожислав (Поморське воєводство)
Ґожислав (пол. Gorzysław, нім. Friedrichshof) — село в Польщі, у гміні Ґлувчиці Слупського повіту Поморського воєводства.
Населення — 38 осіб (2011).
У 1975-1998 роках село належало до Слупського воєводства.

## Демографія
Демографічна структура станом на 31 березня 2011 року:
|          | Загалом | Допрацездатний вік | Працездатний вік | Постпрацездатний вік |
| -------- | ------- | ------------------ | ---------------- | -------------------- |
| Чоловіки | 22      | 7                  | 13               | 2                    |
| Жінки    | 16      | 1                  | 10               | 5                    |
| Разом    | 38      | 8                  | 23               | 7                    |